# Серков, Дмитрий Александрович
Дмитрий Александрович Серков (26 сентября 1981, Рязань — 2 августа 2007, Дагестан) — российский военнослужащий, капитан, командир штурмовой группы 1-го взвода 1-й группы 1-го Краснознаменного отряда специального назначения «Витязь» Отдельной орденов Ленина и Октябрьской Революции Краснознамённой дивизии оперативного назначения внутренних войск МВД России. Герой Российской Федерации (2007, посмертно).

## Биография
Мать — Галина Анатольевна Меликова, военврач. Отец — полковник Александр Анатольевич Серков, старший офицер отдела боевой подготовки ВДВ, участник Афганской войны (начальник разведки батальона 317 ПДП), кавалер трех орденов Красной Звезды. Отчим — генерал-полковник Сергей Алимович Меликов.
С 1 августа 1999 года — на действительной военной службе. В 2004 году Дмитрий окончил Санкт-Петербургский военный институт внутренних войск МВД России.
Служил в отряде специального назначения «Витязь» в должностях:
- офицера штурмовой группы;
- старшего офицера — командира штурмовой группы.

В 2005—2007 годах он принимал участие в контртеррористических операциях на территории Северо-Кавказского региона.
2 августа 2007 года Дмитрий Серков погиб в ходе выполнения боевой задачи у села Кадиркент Сергокалинского района Дагестана.
В представлении на присвоение Серкову звания Героя России было сказано:
«С января 2005 года капитан Д. А. Серков неоднократно принимал участие в ликвидации незаконных вооруженных бандформирований на территории Северо-Кавказского региона. За это время выполнил более 98 служебно-боевых задач, из них 63 раза возглавлял поисковые группы, 35 раз входил в состав групп обеспечения. Все задачи, выполняемые капитаном Серковым, имели высокую результативность и всегда оценивались на „отлично“ командованием отряда и командованием Объединенной группы войск (сил) на территории Северо-Кавказского региона». 
Похоронен на Николо-Архангельском кладбище (участок 75а) в Москве.

Могила Серкова на Николо-Архангельском кладбище Москвы

## Память
- Капитану Д. А. Серкову установлен памятный бюст на площади Славы в г. Реутове Московской области.
- Приказом Министра МВД РФ от 26 декабря 2008 года навечно зачислен в списки воинской части Внутренних войск РФ.
- 24 марта 2016 года Федеральным агентством связи и АО «Марка» была выпущена почтовая марка из серии «Герой Российской Федерации» с изображением Д. А. Серкова[3].
- 18 марта 2022 года в школе № 629 города Москвы был открыт бюст Серкова.
- Имя капитана Серкова присвоено клубу айкидо г. Реутова[2].

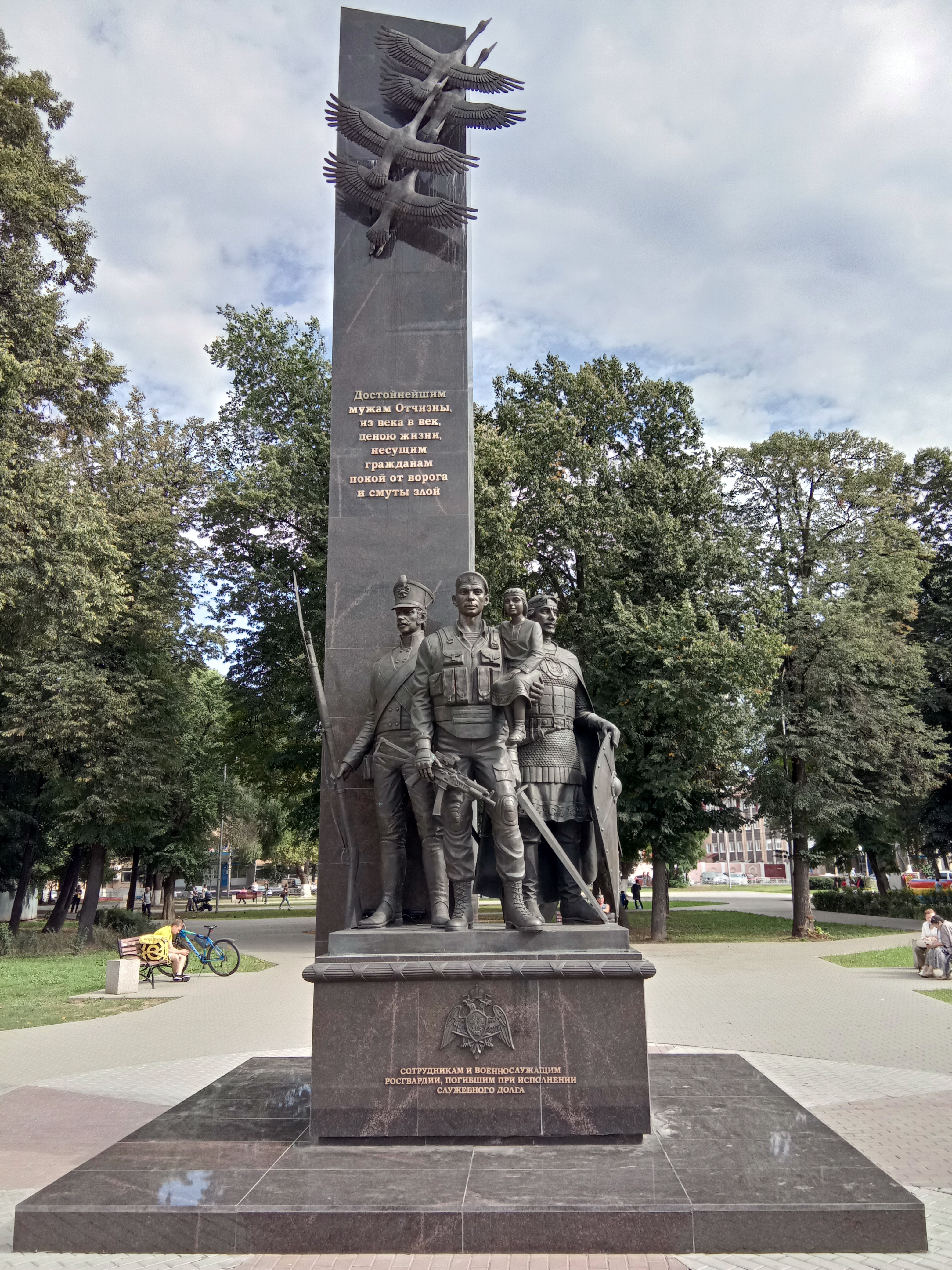
Памятник Дмитрию Серкову в Рязани, автор Александр Рожников

- 26 сентября 2022 года открыт бюст во дворе школы села Шушия Новолакского района Республики Дагестан[4].
- Именем Серкова названа школа села Шушия Новолакского района Республики Дагестан.

## Награды
- Герой Российской Федерации (11 декабря 2007, посмертно, указ № 1658) — за мужество и героизм, проявленные при исполнении воинского долга в Северо-Кавказском регионе
- Медаль Суворова (2005)
- Медаль «200 лет МВД России»